# Deutsche Schule Durban
Die Deutsche Schule Durban in der südafrikanischen Provinz KwaZulu-Natal wurde 1971 gegründet und bietet deutschsprachige Bildungs- und Betreuungsangebote vom Kindergarten bis zur 7. Klasse. Sie hat etwa 150 Schüler (Stand 2023). Die Schule befindet sich im Stadtteil Westville von Durban.